# Sporting Étoile Club de Bastia 1985-1986
Questa voce raccoglie le informazioni riguardanti la Sporting Étoile Club de Bastia nelle competizioni ufficiali della stagione 1985-1986.

## Stagione
In seguito all'aggravarsi della situazione finanziaria della società, il Bastia conobbe nel corso della stagione una serie di avvicendamenti in panchina e nella rosa, con numerosi giocatori che abbandonarono a metà stagione: in campionato, la squadra finì subito in zona retrocessione ma, con l'esonero dell'allenatore Redin e l'avvento alla guida tecnica del capitano Moizan, i Turchini inanellarono una serie di risultati utili consecutivi che permisero loro di uscire dai piazzamenti validi per il declassamento. Durante il girone di ritorno il Bastia, costretto a schierare alcuni giocatori delle giovanili in sostituzione dei titolari partenti, cedette definitivamente: nemmeno il ritorno di Redin in panchina risollevò i Turchini da una crisi che, come risultato, ebbe cinque punti ottenuti in diciannove gare e la retrocessione con quattro gare ancora da giocare.
In Coppa di Francia il Bastia venne eliminato ai sedicesimi di finale dallo Chaumont; dopo aver superato il Rodez ai rigori e vincitori per 4-1 all'andata a Bastia, i Turchini vennero raggiunti dagli avversari nella gara di ritorno, uscendo per via della regola dei gol fuori casa.

## Maglie e sponsor
Lo sponsor tecnico per la stagione 1985-1986 è Puma, mentre gli sponsor ufficiali sono codec e Onet per la campionato e Calberson per la Coppa di Francia.
| Manica sinistra · Manica sinistra · Maglietta · Maglietta · Manica destra · Manica destra · Pantaloncini · Pantaloncini · Calzettoni | Manica sinistra · Manica sinistra · Maglietta · Maglietta · Manica destra · Manica destra · Pantaloncini · Pantaloncini · Calzettoni | Manica sinistra · Manica sinistra · Maglietta · Maglietta · Manica destra · Manica destra · Pantaloncini · Pantaloncini · Calzettoni |

## Organigramma societario
Area direttiva
- Presidente: Joseph Gentili

Area organizzativa
- Segretario generale: Claude Mari

Area tecnica
- Direttore sportivo: Charles Orlanducci
- Allenatore: Antoine Redin, dal 19 settembre Alain Moizan, dal 9 febbraio Antoine Redin

## Rosa
| N. |                    | Ruolo | Calciatore           |
| -- | ------------------ | ----- | -------------------- |
|    | Francia (bandiera) | P     | Thierry Jallamion    |
|    | Francia (bandiera) | P     | Vincent Liotta       |
|    | Polonia (bandiera) | P     | Józef Młynarczyk     |
|    | Francia (bandiera) | P     | Dominique Murati     |
|    | Francia (bandiera) | D     | Maurice Arouh        |
|    | Francia (bandiera) | D     | Paul Squaglia        |
|    | Francia (bandiera) | D     | Antoine Cervetti     |
|    | Francia (bandiera) | D     | Jean-Marc Furlan     |
|    | Francia (bandiera) | D     | Paul Marchioni       |
|    | Francia (bandiera) | D     | César Nativi         |
|    | Francia (bandiera) | D     | Charles Orlanducci   |
|    | Francia (bandiera) | D     | Jean-André Ottaviani |
|    | Francia (bandiera) | C     | Félix Lacuesta       |
|    | Francia (bandiera) | C     | Alain Bordin         |

| N. |                    | Ruolo | Calciatore              |
| -- | ------------------ | ----- | ----------------------- |
|    | Francia (bandiera) | C     | Michel Furic            |
|    | Francia (bandiera) | C     | Philippe Levenard       |
|    | Francia (bandiera) | C     | Alain Moizan (capitano) |
|    | Francia (bandiera) | C     | Laurent Moracchini      |
|    | Francia (bandiera) | C     | Michel Padovani         |
|    | Francia (bandiera) | C     | José Pastinelli         |
|    | Spagna (bandiera)  | C     | Daniel Solsona          |
|    | Francia (bandiera) | A     | Antoine Spinelli        |
|    | Francia (bandiera) | A     | Marc Biamonte           |
|    | Francia (bandiera) | A     | Patrick Cubaynes        |
|    | Francia (bandiera) | A     | Philippe Gottardi       |
|    | Francia (bandiera) | A     | Thierry Meyer           |
|    | Francia (bandiera) | A     | Gérard Soler            |
|    | Francia (bandiera) | A     | Jean-Roch Testa         |

## Calciomercato

### Sessione estiva
| Acquisti | Acquisti         | Acquisti        | Acquisti   |
| R.       | Nome             | da              | Modalità   |
| -------- | ---------------- | --------------- | ---------- |
| D        | Jean-Marc Furlan | Tours           | definitivo |
| C        | Michel Furic     | Nantes          | definitivo |
| C        | Félix Lacuesta   | Olympique Lione | definitivo |
| A        | Patrick Cubaynes | Nîmes           | definitivo |
| A        | Gérard Soler     | Strasburgo      | definitivo |

| Cessioni | Cessioni         | Cessioni            | Cessioni |
| R.       | Nome             | a                   | Modalità |
| -------- | ---------------- | ------------------- | -------- |
| C        | Simeï Ihily      | Nîmes               |          |
| A        | Bernard Ferrigno | Quimper Cornouaille |          |
| A        | Louis Marcialis  | Nancy               |          |
| A        | Jacques Zimako   | fine carriera       |          |

### Sessione invernale
| Acquisti | Acquisti          | Acquisti | Acquisti |
| R.       | Nome              | da       | Modalità |
| -------- | ----------------- | -------- | -------- |
| P        | Thierry Jallamion | Nizza    | prestito |

| Cessioni | Cessioni         | Cessioni        | Cessioni   |
| R.       | Nome             | da              | Modalità   |
| -------- | ---------------- | --------------- | ---------- |
| P        | Józef Młynarczyk | Porto           | definitivo |
| D        | Paul Squaglia    | Olympique Lione | definitivo |
| C        | Félix Lacuesta   | Monaco          | definitivo |
| C        | Daniel Solsona   | RC France       | definitivo |
| A        | Gérard Soler     | Nîmes           | definitivo |
| A        | Patrick Cubaynes | Strasburgo      | definitivo |

## Risultati

### Division 1

#### Girone di andata
| Arbitro: | Lartigot |

|                            |           |                                             |
| Meyer 70’ (rig.) Soler 74’ | Marcatori | 27’, 49’ Rocheteau 41’ Sušić 54’ Da Fonseca |

| Arbitro: | De Zayas |

|                                                                         |           |  |
| Vercruysse 8’ Xuereb 28’ Ramos 33’, 40’ (rig.) Carreño 55’ N'Jo Léa 84’ | Marcatori |  |

| Arbitro: | Bourgeois |

|  |           |                              |
|  | Marcatori | 71’ Voordeckers 81’ Charrier |

| Arbitro: | Swirog |

|                       |           |  |
| Le Roux 17’ Touré 38’ | Marcatori |  |

| Arbitro: | Lambert |

|                     |           |            |
| Soler 34’ Furic 56’ | Marcatori | 43’ Cukrov |

| Arbitro: | De Pandis |

|               |           |  |
| Lada 57’, 60’ | Marcatori |  |

| Bastia 15 agosto 1985 7ª giornata | Bastia  | 0 – 0 referto | Monaco | Stadio Armand Cesari (5 000 spett.)\| Arbitro: \| Vautrot \| |
| Arbitro:                          | Vautrot |               |        |                                                              |

| Arbitro: | Boullet |

|                                    |           |  |
| Micciche 51’, 90’ Hinschberger 63’ | Marcatori |  |

| Arbitro: | Blouet |

|                   |           |  |
| Cubaynes 83’, 86’ | Marcatori |  |

| Bastia 2 settembre 1985 10ª giornata | Bastia | 0 – 0 referto | Auxerre | Stadio Armand Cesari (1 620 spett.)\| Arbitro: \| Wurtz \| |
| Arbitro:                             | Wurtz  |               |         |                                                            |

| Arbitro: | Delmer |

|                                           |           |           |
| Passi 32’ Márcico 57’ Cervetti 70’ (aut.) | Marcatori | 88’ Meyer |

| Arbitro: | De Zayas |

|                        |           |  |
| Cubaynes 52’ Soler 71’ | Marcatori |  |

| Arbitro: | Hirtz |

|                  |           |                       |
| Giresse 38’, 62’ | Marcatori | 34’ Meyer 83’ Solsona |

| Arbitro: | Girard |

|                |           |             |
| Soler 41’, 50’ | Marcatori | 58’ Jacquet |

| Marsiglia 11 ottobre 1985 15ª giornata | Olympique Marsiglia | 0 – 0 referto | Bastia | Stadio Vélodrome (12 031 spett.)\| Arbitro: \| Wurtz \| |
| Arbitro:                               | Wurtz               |               |        |                                                         |

| Bastia 18 ottobre 1985 16ª giornata | Bastia      | 0 – 0 referto | Laval | Stadio Armand Cesari (1 049 spett.)\| Arbitro: \| Di Bernardo \| |
| Arbitro:                            | Di Bernardo |               |       |                                                                  |

| Arbitro: | Benali |

|         |           |  |
| Mège 9’ | Marcatori |  |

| Arbitro: | Lopez |

|                                  |           |                           |
| Soler 20’ Meyer 58’ Cubaynes 62’ | Marcatori | 83’ Mariini 85’ Bernardet |

| Arbitro: | Véniel |

|                                       |           |           |
| Picot 3’ Marcialis 19’ Fegić 32’, 61’ | Marcatori | 90’ Testa |

#### Girone di ritorno
| Arbitro: | Lopez |

|  |           |             |
|  | Marcatori | 15’ Makengo |

| Arbitro: | Biguet |

|                                        |           |           |
| Charrier 20’ Voordeckers 66’ Relmy 89’ | Marcatori | 62’ Testa |

| Arbitro: | Quiniou |

|                           |           |                                     |
| Furlan 44’ Pastinelli 72’ | Marcatori | 65’, 68’ Burruchaga 88’ Halilhodžić |

| Arbitro: | Vautrot |

|            |           |           |
| Cukrov 28’ | Marcatori | 52’ Testa |

| Bastia 13 dicembre 1985 25ª giornata | Bastia | 0 – 0 referto | Sochaux | Stadio Armand Cesari (2 090 spett.)\| Arbitro: \| Swirog \| |
| Arbitro:                             | Swirog |               |         |                                                             |

| Arbitro: | De Zayas |

|                         |           |           |
| Christen 49’ Amoros 78’ | Marcatori | 12’ Testa |

| Bastia 10 gennaio 1986 27ª giornata | Bastia   | 0 – 0 referto | Metz | Stadio Armand Cesari (2 700 spett.)\| Arbitro: \| Sculfort \| |
| Arbitro:                            | Sculfort |               |      |                                                               |

| Arbitro: | Harrel |

|                                                    |           |           |
| Brisson 12’, 26’ Cubaynes 40’, 73’, 89’ Pécout 51’ | Marcatori | 79’ Testa |

| Arbitro: | Biguet |

|                       |           |  |
| Burcsa 21’ Ferrer 48’ | Marcatori |  |

| Arbitro: | Bourgeois |

|  |           |                          |
|  | Marcatori | 48’ Ferratge 55’ Stopyra |

| Arbitro: | Hirtz |

|                        |           |                     |
| Garcia 6’ Plancque 21’ | Marcatori | 18’ Testa 51’ Furic |

| Arbitro: | Vautrot |

|  |           |                      |
|  | Marcatori | 7’ Hanini 68’ Tigana |

| Arbitro: | Ferrary |

|                                                                    |           |                         |
| Bensaoula 22’ Jacquet 43’, 52’ Ottaviani 58’ (aut.) Zajakowski 63’ | Marcatori | 42’ Testa 87’ Ottaviani |

| Arbitro: | Girard |

|  |           |                                 |
|  | Marcatori | 6’ Brylle 43’ Zénier 75’ Diallo |

| Arbitro: | Swirog |

|                  |           |  |
| Delamontagne 14’ | Marcatori |  |

| Arbitro: | Wurtz |

|  |           |                   |
|  | Marcatori | 43’ (aut.) Furlan |

| Arbitro: | Lopez |

|                                                                               |           |  |
| Mariini 10’, 66’ Arouh 28’ (aut.) Bernardet 48’ Buscher 51’, 64’ Zambelli 58’ | Marcatori |  |

| Arbitro: | De Zayas |

|                         |           |                         |
| Biamonte 78’ Nativi 84’ | Marcatori | 50’ Fegić 68’ Marcialis |

| Arbitro: | Biguet |

|                                      |           |                     |
| Jacques 4’, 20’ Fernández 65’ (rig.) | Marcatori | 59’ (aut.) Pilorget |

### Coppa di Francia
| Arbitro: | Soulerot |

|  |                      |  |
|  | Tiri di rigore 3 – 5 |  |

| Arbitro: | Swirog |

|                                            |           |                |
| Harel 17’ (aut.) Furlan 40’, 46’ Testa 76’ | Marcatori | 15’ Krzywanski |

| Arbitro: | Wurtz |

|                                |           |  |
| N'Gouete 62’, 80’ Baubonne 75’ | Marcatori |  |

## Statistiche

### Statistiche di squadra
| Competizione     | Punti | In casa | In casa | In casa | In casa | In casa | In casa | In trasferta | In trasferta | In trasferta | In trasferta | In trasferta | In trasferta | Totale | Totale | Totale | Totale | Totale | Totale | DR  |
| Competizione     | Punti | G       | V       | N       | P       | Gf      | Gs      | G            | V            | N            | P            | Gf           | Gs           | G      | V      | N      | P      | Gf     | Gs     | DR  |
| ---------------- | ----- | ------- | ------- | ------- | ------- | ------- | ------- | ------------ | ------------ | ------------ | ------------ | ------------ | ------------ | ------ | ------ | ------ | ------ | ------ | ------ | --- |
| Division 1       | 20    | 19      | 5       | 6       | 8       | 17      | 24      | 19           | 0            | 4            | 15           | 13           | 55           | 38     | 5      | 10     | 23     | 30     | 79     | -49 |
| Coppa di Francia | -     | 1       | 1       | 0       | 0       | 4       | 1       | 2            | 0            | 1            | 1            | 0            | 3            | 3      | 1      | 1      | 1      | 4      | 4      | 0   |
| Totale           | -     | 20      | 6       | 6       | 8       | 21      | 25      | 21           | 0            | 5            | 16           | 13           | 58           | 41     | 6      | 11     | 24     | 34     | 83     | -49 |

### Andamento in campionato
| Giornata  | 1  | 2  | 3  | 4  | 5  | 6  | 7  | 8  | 9  | 10 | 11 | 12 | 13 | 14 | 15 | 16 | 17 | 18 | 19 | 20 | 21 | 22 | 23 | 24 | 25 | 26 | 27 | 28 | 29 | 30 | 31 | 32 | 33 | 34 | 35 | 36 | 37 | 38 |
| --------- | -- | -- | -- | -- | -- | -- | -- | -- | -- | -- | -- | -- | -- | -- | -- | -- | -- | -- | -- | -- | -- | -- | -- | -- | -- | -- | -- | -- | -- | -- | -- | -- | -- | -- | -- | -- | -- | -- |
| Luogo     | C  | T  | C  | T  | C  | T  | C  | T  | C  | C  | T  | C  | T  | C  | T  | C  | T  | C  | T  | C  | T  | C  | T  | C  | T  | C  | T  | T  | C  | T  | T  | C  | C  | T  | C  | T  | C  | T  |
| Risultato | P  | P  | P  | P  | V  | P  | N  | P  | V  | N  | P  | V  | N  | V  | N  | N  | P  | V  | P  | P  | P  | P  | P  | N  | N  | N  | P  | P  | P  | N  | P  | P  | P  | P  | P  | P  | N  | P  |
| Posizione | 18 | 20 | 20 | 20 | 20 | 20 | 20 | 20 | 20 | 20 | 20 | 20 | 20 | 16 | 16 | 16 | 17 | 15 | 17 | 19 | 19 | 19 | 19 | 19 | 19 | 20 | 20 | 20 | 20 | 20 | 20 | 20 | 20 | 20 | 20 | 20 | 20 | 20 |

Fonte:  France » Ligue 1 1985/1986 » Schedule, su worldfootball.net.
Legenda:

Luogo: C = Casa; T = Trasferta. Risultato: V = Vittoria; N = Pareggio; P = Sconfitta.

### Statistiche dei giocatori
| Giocatore      | Division 1 | Division 1 | Division 1  | Division 1 | Coppa di Francia | Coppa di Francia | Coppa di Francia | Coppa di Francia | Totale   | Totale | Totale      | Totale     |
| Giocatore      | Presenze   | Reti       | Ammonizioni | Espulsioni | Presenze         | Reti             | Ammonizioni      | Espulsioni       | Presenze | Reti   | Ammonizioni | Espulsioni |
| -------------- | ---------- | ---------- | ----------- | ---------- | ---------------- | ---------------- | ---------------- | ---------------- | -------- | ------ | ----------- | ---------- |
| M. Arouh       | 4          | 0          | 0           | 0          | 0                | 0                | 0                | 0                | 4        | 0      | 0           | 0          |
| M. Biamonte    | 17         | 1          | 2           | 0          | 1                | 0                | 1                | 0                | 18       | 1      | 3           | 0          |
| A. Bordin      | 3          | 0          | 0           | 0          | 0                | 0                | 0                | 0                | 3        | 0      | 0           | 0          |
| A. Cervetti    | 19         | 0          | 6           | 0          | 2                | 0                | 1                | 0                | 21       | 0      | 7           | 0          |
| P. Cubaynes    | 18         | 0          | 0           | 0          | 4                | 0                | 0                | 0                | 22       | 0      | 0           | 0          |
| M. Furic       | 35         | 2          | 0           | 0          | 3                | 0                | 0                | 0                | 38       | 2      | 0           | 0          |
| J.M. Furlan    | 33         | 1          | 3           | 0          | 3                | 2                | 0                | 0                | 36       | 3      | 3           | 0          |
| P. Gottardi    | 1          | 0          | 0           | 0          | 0                | 0                | 0                | 0                | 1        | 0      | 0           | 0          |
| T. Jallamion   | 12         | -36        | 0           | 0          | 3                | -4               | 0                | 0                | 15       | -40    | 0           | 0          |
| F. Lacuesta    | 17         | 0          | 3           | 0          | 0                | 0                | 0                | 0                | 17       | 0      | 3           | 0          |
| P. Levenard    | 8          | 0          | 1           | 0          | 3                | 0                | 0                | 0                | 11       | 0      | 1           | 0          |
| V. Liotta      | 1          | -0         | 0           | 0          | 0                | -0               | 0                | 0                | 1        | -0     | 0           | 0          |
| P. Marchioni   | 14         | 0          | 3           | 0          | 2                | 0                | 0                | 0                | 16       | 0      | 3           | 0          |
| T. Meyer       | 22         | 4          | 7           | 0          | 2                | 0                | 0                | 0                | 24       | 4      | 7           | 0          |
| A. Moizan      | 20         | 0          | 3           | 0          | 3                | 0                | 0                | 0                | 23       | 0      | 3           | 0          |
| L. Moracchini  | 7          | 0          | 0           | 0          | 1                | 0                | 0                | 0                | 8        | 0      | 0           | 0          |
| D. Murati      | 4          | -7         | 0           | 0          | 0                | -0               | 0                | 0                | 4        | -7     | 0           | 0          |
| J. Młynarczyk  | 21         | -36        | 0           | 0          | 0                | -0               | 0                | 0                | 21       | -36    | 0           | 0          |
| C. Nativi      | 29         | 1          | 2           | 0          | 3                | 0                | 0                | 0                | 32       | 1      | 2           | 0          |
| C. Orlanducci  | 5          | 0          | 0           | 0          | 0                | 0                | 0                | 0                | 5        | 0      | 0           | 0          |
| J.A. Ottaviani | 32         | 1          | 5           | 0          | 2                | 0                | 0                | 0                | 34       | 1      | 5           | 0          |
| M. Padovani    | 14         | 0          | 0           | 0          | 2                | 0                | 0                | 0                | 16       | 0      | 0           | 0          |
| J. Pastinelli  | 34         | 1          | 1           | 0          | 2                | 0                | 0                | 0                | 36       | 1      | 1           | 0          |
| G. Soler       | 23         | 6          | 4           | 0          | 0                | 0                | 0                | 0                | 23       | 6      | 4           | 0          |
| D. Solsona     | 23         | 0          | 0           | 0          | 1                | 0                | 0                | 0                | 24       | 0      | 0           | 0          |
| A. Spinelli    | 3          | 0          | 1           | 0          | 0                | 0                | 0                | 0                | 3        | 0      | 1           | 0          |
| P. Squaglia    | 10         | 0          | 2           | 0          | 0                | 0                | 0                | 0                | 10       | 0      | 2           | 0          |
| J.R. Testa     | 22         | 7          | 2           | 0          | 2                | 1                | 0                | 0                | 24       | 8      | 2           | 0          |